# Sedum allantoides
Sedum allantoides är en fetbladsväxtart som beskrevs av Joseph Nelson Rose. 
Sedum allantoides ingår i Fetknoppssläktet som ingår i familjen fetbladsväxter. Inga underarter finns listade i Catalogue of Life.